# 朱見瀷
鎮寧恭靖王朱見瀷（1482年—1522年），襄定王朱祁鏞的庶三子，明仁宗之曾孫。

## 生平
成化十九年（1483年），朝廷賜名見瀷，在弘治四年（1491年）封鎮寧王，其王府在襄阳城襄王府东南侧。弘治十四年（1501年），朝廷冊封審理副包綺次女為鎮寧王妃。嘉靖元年（1522年）卒，時年四十一歲，賜諡恭靖。四年後的嘉靖五年（1526年），嫡次子朱祐檽襲封為第二代鎮寧王。

## 家庭

### 妻室
- 王妃包氏

### 子嗣
- 庶長子：镇国将军朱祐柯（1509-1575），号东圃主人，夫人王氏[6][a]
  - 孙：辅国将军朱厚㷢[8]，夫人傅氏，嘉靖二十年册封
    - 嗣曾孙：朱載𠻨

  - 孙女：嘉兴郡君，配仪宾李廷伟
  - 孙女：临江郡君，配仪宾王一豫
- 嫡次子：镇宁安懿王朱祐檽（1516-1576）[5]